# Carol Sutton (Schauspielerin)
Carol Sutton (* 3. Dezember 1944 in New Orleans, Louisiana als Carol Dickerson; † 10. Dezember 2020 ebenda) war eine US-amerikanische Schauspielerin.

## Leben
Nach ihrem Schulabschluss begann Sutton ein Studium an der Xavier University of Louisiana, welches sie nicht abschloss, nachdem sie Archie Sutton heiratete. Die Ehe hielt nicht und nach der Scheidung absolvierte Sutton, die weiterhin den Familiennamen ihres Mannes trug, ein Studium in Frühkindlicher Bildung an der Texas Southern University in Houston. Sie kehrte in ihre Heimatstadt zurück und fand Arbeit bei der gemeinnützigen Organisation Total Community Action.
Parallel dazu begann Sutton in New Orleans Theater zu spielen. Später wurde sie Schauspielerin und konnte sich als Nebendarstellerin in über 100 Film- und Fernsehproduktionen etablieren. So spielte sie kleinere Rollen in Hollywoodproduktionen wie Magnolien aus Stahl, Ray, The Help und Planet der Affen: Revolution. Für ihre Leistungen wurde sie 2012 mit de New Orleans Lifetime Achievement Award ausgezeichnet.
Während der COVID-19-Pandemie in den Vereinigten Staaten starb Sutton am 10. Dezember 2020, eine Woche nach ihrem 76. Geburtstag, an den Folgen einer SARS-CoV-2-Infektion. Sie hinterließ zwei Kinder und fünf Enkelkinder.

## Filmografie (Auswahl)
- 1974: Die Geschichte der Jane Pittman (The Autobiography of Miss Jane Pittman)
- 1976: Mörderbienen greifen an (The Savage Bees)
- 1987: Ein Aufstand alter Männer (A Gathering of Old Men)
- 1989: Magnolien aus Stahl (Steel Magnolias)
- 1991: Eine Falle für den Killer (This Gun for Hire)
- 1993: Die Akte (The Pelican Brief)
- 1995: Candyman 2 – Die Blutrache (Candyman: Farewell to the Flesh)
- 2001: Verführe mich! (Tempted)
- 2002: Behind the Badge – Mord im Kleinstadtidyll (The Badge)
- 2003: Das Urteil – Jeder ist käuflich (Das Urteil – Jeder ist käuflich)
- 2004: Die Suche nach Davids Herz (Searching for David’s Heart)
- 2004: Lovesong for Bobby Long (A Love Song for Bobby Long)
- 2004: Ray
- 2006: Déjà Vu – Wettlauf gegen die Zeit (Déjà Vu)
- 2006: Spiel auf Sieg (Glory Road)
- 2008: Das Mädchen mit dem Diamantohrring (The Loss of a Teardrop Diamond)
- 2008: Willkommen zu Hause, Roscoe Jenkins (Welcome Home, Roscoe Jenkins)
- 2010: Businessplan zum Verlieben (Beauty & the Briefcase)
- 2010: Der letzte Exorzismus (The Last Exorcism)
- 2010: Knucklehead – Ein bärenstarker Tollpatsch (Knucklehead)
- 2010: Selfmade-Dad – Not macht erfinderisch (Father of Invention)
- 2011: Jeff, der noch zu Hause lebt (Jeff, Who Lives at Home)
- 2011: Love, Wedding, Marriage – Ein Plan zum Verlieben (Love, Wedding, Marriage)
- 2011: The Help
- 2011: Killer Joe
- 2012: 21 Jump Street
- 2013: Das ist das Ende (This Is the End)
- 2013: Oldboy
- 2014: American Heist
- 2014: Kidnapped – Die Entführung des Reagan Pearce (Catch Hell)
- 2014: Planet der Affen: Revolution (Dawn of the Planet of the Apes)
- 2014: True Detective (Fernsehserie, eine Folge)
- 2015: Miss Bodyguard – In High Heels auf der Flucht (Hot Pursuit)
- 2016: Auf Treu und Glauben (Confirmation)
- 2019: Darlin’
- 2019: Dancing Queens (Poms)
- 2021 Outer Banks